# Tênis nos Jogos Pan-Americanos de 2015 - Duplas femininas
A competição das duplas femininas foi um dos eventos do tênis nos Jogos Pan-Americanos de 2015, em Toronto. Foi disputada no Centro Canadense de Tênis, em Toronto entre os dias 14 e 16 de julho. 

## Calendário
Horário local (UTC-4).
| Data        | Horário | Fase             |
| ----------- | ------- | ---------------- |
| 14 de julho | 13:00   | Quartas-de-final |
| 15 de julho | 13:00   | Semifinal        |
| 16 de julho | 19:00   | Final            |

## Medalhistas
| Ouro   | CAN Gabriela Dabrowski e Carol Zhao       |
| Prata  | MEX Victoria Rodríguez e Marcela Zacarías |
| Bronze | ARG María Irigoyen e Paula Ormaechea      |

## Cabeças-de-chave
| 1. BRA Beatriz Haddad Maia / BRA Paula Cristina Gonçalves (Semifinal) | ARG María Irigoyen / ARG Paula Ormaechea (Semifinal, medalha de bronze) |

## Chaveamento
| - Q = Qualifier - WC = Wild Card - LL = Lucky Loser | - Alt = Alternativo (alternate) - SE = Special Exempt - PR = Ranking protegido (protected ranking) | - w/o = Desistência (walkover) - r = Abandono (retired) - d = Desclassificação (default) |

### Finais
|  | Semifinal | Semifinal                                            | Semifinal                             | Semifinal | Semifinal |      |                                             | Final                                                | Final                                  | Final               | Final               | Final               |
|  |           |                                                      |                                       |           |           |      |                                             |                                                      |                                        |                     |                     |                     |
|  | 1         | BRA Beatriz Haddad Maia BRA Paula Cristina Gonçalves | 6                                     | 6         | [8]       |      |                                             |                                                      |                                        |                     |                     |                     |
|  |           | MEX Victoria Rodríguez MEX Marcela Zacarías          | 7                                     | 4         | [10]      |      |                                             |                                                      |                                        |                     |                     |                     |
|  |           | MEX Victoria Rodríguez MEX Marcela Zacarías          | 7                                     | 4         | [10]      |      | MEX Victoria Rodríguez MEX Marcela Zacarías | 1                                                    | 6                                      | [5]                 |                     |                     |
|  |           |                                                      |                                       |           |           |      | MEX Victoria Rodríguez MEX Marcela Zacarías | 1                                                    | 6                                      | [5]                 |                     |                     |
|  |           |                                                      | CAN Gabriela Dabrowski CAN Carol Zhao | 6         | 4         | [10] |                                             |                                                      |                                        |                     |                     |                     |
|  |           | CAN Gabriela Dabrowski CAN Carol Zhao                | CAN Gabriela Dabrowski CAN Carol Zhao | 6         | 4         | [10] | 6                                           | 6                                                    |                                        |                     |                     |                     |
|  |           | CAN Gabriela Dabrowski CAN Carol Zhao                |                                       |           |           |      | 6                                           | 6                                                    |                                        |                     |                     |                     |
|  | 2         | ARG María Irigoyen ARG Paula Ormaechea               | 2                                     | 1         |           |      |                                             | Disputa pelo bronze                                  | Disputa pelo bronze                    | Disputa pelo bronze | Disputa pelo bronze | Disputa pelo bronze |
|  |           |                                                      |                                       |           |           |      | 1                                           | BRA Beatriz Haddad Maia BRA Paula Cristina Gonçalves |                                        |                     |                     |                     |
|  |           |                                                      |                                       |           |           |      |                                             | 2                                                    | ARG María Irigoyen ARG Paula Ormaechea | w/o                 |                     |                     |

### Chave superior
|  | Quartas de final               | Quartas de final | Quartas de final | Quartas de final |  |  | Semifinal | Semifinal                          | Semifinal | Semifinal | Semifinal |
|  |                                |                  |                  |                  |  |  |           |                                    |           |           |           |
|  |                                |                  |                  |                  |  |  |           |                                    |           |           |           |
|  |                                |                  |                  |                  |  |  | 1         | BRA B Haddad Maia BRA PC Gonçalves | 6         | 6         | [8]       |
|  | CHI F Brito CHI D Seguel       | 4                | 3                |                  |  |  |           | MEX V Rodríguez MEX M Zacarías     | 7         | 4         | [10]      |
|  | MEX V Rodríguez MEX M Zacarías | 6                | 6                |                  |  |  |           |                                    |           |           |           |

### Chave inferior
|  | Quartas de final | Quartas de final               | Quartas de final | Quartas de final | Quartas de final |                            |   | Semifinal | Semifinal | Semifinal | Semifinal | Semifinal |
|  |                  |                                |                  |                  |                  |                            |   |           |           |           |           |           |
|  |                  | PAR C Giangreco PAR M González | 2                | 3                |                  |                            |   |           |           |           |           |           |
|  |                  | CAN G Dabrowski CAN C Zhao     | 6                | 6                |                  |                            |   |           |           |           |           |           |
|  |                  | CAN G Dabrowski CAN C Zhao     | 6                | 6                |                  | CAN G Dabrowski CAN C Zhao | 6 | 6         |           |           |           |           |
|  |                  |                                |                  |                  |                  | CAN G Dabrowski CAN C Zhao | 6 | 6         |           |           |           |           |
|  |                  | 2                              | ARG M Irigoyen   | 2                | 1                |                            |   |           |           |           |           |           |
|  |                  | 2                              | ARG M Irigoyen   | 2                | 1                | USA L Chirico USA L Davis  | 5 | 4         |           |           |           |           |
|  |                  |                                |                  |                  |                  | USA L Chirico USA L Davis  | 5 | 4         |           |           |           |           |
|  | 2                | ARG M Irigoyen ARG P Ormaechea | 7                | 6                |                  |                            |   |           |           |           |           |           |